# Tirmi Ara
Tirmi Ara is een bestuurslaag in het regentschap Aceh Tengah van de provincie Atjeh, Indonesië. Tirmi Ara telt 294 inwoners (volkstelling 2010).